# Gomphidia pearsoni
Gomphidia pearsoni – gatunek ważki z rodziny gadziogłówkowatych (Gomphidae).